# Innisfail
Innisfail je kanadské město v Albertě, které se rozkládá uvnitř calgarsko–edmontonského koridoru jižně od Red Deer na křižovatce dálnic Alberta Highway 2 a Alberta Highway 54. V roce 2016 mělo 7847 obyvatel.

## Historie
Jméno města pochází z irštiny a znamená ostrov osudu. Místo bylo osídleno v letech 1884 až 1887. V roce 1899 bylo uznáno jako vesnice a v roce 1903 jako malé město ("town").